# Uma Pequena Mulher
Uma pequena mulher (Alemão: Eine kleine Frau) é um conto do escritor Franz Kafka.

## Enredo
O conto inicia com uma descrição detalhada de uma jovem mulher ansiosa que sente-se frustrada com o narrador, por alguma razão que ele não consegue compreender, uma vez que são estranhos. O narrador contempla a situação e pergunta-se o que poderia fazer para resolver o problema.